# Dobrá Voda Lipnická
Dobrá Voda Lipnická (německy Gutwasser bei Lipnitz) je vesnice, část obce Dolní Město v okrese Havlíčkův Brod. Nachází se asi 4 km na západ od Dolního Města. V roce 2009 zde bylo evidováno 59 adres. V roce 2001 zde žilo 18 obyvatel.
Dobrá Voda Lipnická je také název katastrálního území o rozloze 1,77 km2.